# El otro (película de 1972)
El otro es una película de terror psicológico estrenada el 16 de mayo de 1972, dirigida por Robert Mulligan y adaptada al cine por Tom Tryon, de su exitosa novela.  Está protagonizada por Uta Hagen, Diana Muldaur, y Chris Udvarnoky y Martin Udvarnoky.

## Argumento
Es un verano aparentemente idílico, en 1935, y los gemelos idénticos de 9 años de edad Niles y Holland Perry juegan alrededor de la granja de la familia. Holland es una máquina de hacer travesuras amoral, aunque simpático, mientras que Niles está, a menudo, atrapado en sus travesuras. Este último lleva consigo guardada una lata de tabaco con varias baratijas y secretos dentro, entre ellos el anillo de la familia Perry, herencia de su abuelo, y algo misterioso envuelto en papel encerado. Le habla a Holland de "devolvérselos", pero este insiste diciendo "Yo te los di, son tuyos ahora." En ese momento, su primo Russell encuentra a los chicos en la bodega prohibida, y se compromete a delatarlos.
Su madre está recluida en su habitación del segundo piso, por el duelo del reciente fallecimiento del padre de los chicos en el sótano de la granja. Su Abuela Ada, una emigrante rusa, ayuda con los dotes de Niles, y le ha enseñado la habilidad psíquica de proyectarse fuera del cuerpo, por ejemplo en un pájaro; habilidad a la que ella llama "el gran juego".
A medida que el verano avanza, Holland parece realizar algunas bromas mortales. Deja escondido un tridente en un montón de paja acumulada en el suelo del henil, que toma la vida de su primo burlón Russell cuando este salta de la buhardilla superior sobre la misma, antes de que pueda traicionarlo al contar el asunto del escondite secreto en el sótano de la granja. Un truco de magia aterrador que le hace a la señora Rowe, una vecina mayor, la lleva a tener un ataque cardíaco fatal.
Después del funeral de Russell, la madre de Niles encuentra el anillo y un dedo cortado envuelto en el papel encerado. Esa noche le exige a Niles que le diga por qué  ha cogido el anillo de su padre. "Holland me lo dio a mí", contesta. Ella está sorprendida, y le pregunta cuándo se lo dio. "En el salón, después de nuestro cumpleaños", responde. Holland aparece sorpresivamente, susurrando, "Devuélvemelo!" Después de una lucha por la entrega del anillo, ella cae por las escaleras quedando parcialmente paralítica y con escasa habilidad para hablar.
Ada encuentra la armónica de Holland en la casa de la señora Rowe después de que su cuerpo ses descubierto. Después halla a Niles en la iglesia, paralizado por la imagen de "El Ángel de un día mejor", entonces le pide que le explique que le ha pasado a la señora Rowe. El niño acusa a su hermano gemelo como el culpable de lo que le pasó. Sorprendida, arrastra a Niles al cementerio de la familia y le exige que se enfrente a la verdad: Holland ha estado muerto desde su cumpleaños en marzo, cuando cayó en el pozo cercano a la casa. Él fue enterrado con el anillo de su padre, que, por supuesto, está en posesión de Niles. En casa, Ada se culpa por haberle enseñado "el juego", pero le insiste en que no lo jugara más. Sin embargo continúa hablando con Holland, el cual lo ayuda a recordar cómo llegó el anillo de su padre a sus manos: Holland insistió en que le corte el dedo mientras yacía en su ataúd en la sala. En la escalera, Ada oye los susurros de Niles y queda atónita.
Otra tragedia golpea a la familia. Durante una tormenta, la bebé recién nacida de su hermana Torrie y de Rider es secuestrada, en una copia del caso Lindbergh ocurrido recientemente. Niles se da cuenta de su desaparición y avisa a todos, quienes con la ayuda de la policía, montan la búsqueda de la bebé. Niles aprovecha esta situación y se escabulle hacia el establo. Ada sospecha que sabe más de lo que deja ver. Cuando lo descubre en el granero, abogando para que Holland diga dónde está el bebé, ella teme que Niles esté más allá de la esperanza. Entonces le insiste en que su hermano está muerto y que en verdad él es el responsable de todo lo sucedido, pero se niega a creerle. La bebé es hallada ahogada en un de barril de salmueras del Sr. Angelini, el jardinero, que es aprehendido por el crimen, el cual no cometió.
Ada vuelve al granero y cierra la puerta, entonces oye a Niles en el sótano, donde a los chicos les gusta esconderse, susurrando nuevamente con su gemelo. Desconsolada, vacía una lata de gasolina y, cogiendo una linterna de aceite, se lanza iniciando un incendio catastrófico.
Mientras que el otoño comienza, las ruinas de la granja están siendo taladas. La cámara se acerca a un candado que ha sido cortado con un cortador de pernos. Nos encontramos con que, a pesar del fuego, Niles está vivo y bien. Su madre es una catatónica inválida, Ada ha fallecido en el incendio en el granero, y nadie conoce su terrible secreto. Pero en realidad, nunca se sabe si Niles está vivo o no, ya que cuando se le muestra en la ventana, no tiene ningún daño y no hace gestos o movimientos.

## Elenco
- Chris Udvarnoky ... Niles Perry
- Martin Udvarnoky ... Holland Perry
- Uta Hagen ... Ada
- Diana Muldaur ... Alexandra
- Norma Connolly ... Tía Vee
- Victor French ... Sr. Angelini
- Loretta Leversee ... Winnie
- Lou Frizzell ... Tío George
- Clarence Crow ... Russell
- John Ritter ... Rider
- Jenny Sullivan ... Torrie
- Portia Nelson ... Sra. Rowe
- Jack Collins ... Sr. Pretty
- Ed Bakey	 ...	Chan-yu[2]

## Diferencias entre el libro y la película
- El final de la película cuenta con algunos cambios importantes. En el libro, es el señor Angelini quien se entera de que Niles mató al bebé y que fue él el que colocó la horca en el heno, él nunca es acusado y es un empleado de confianza. En la película Angelini es falsamente acusado por el asesinato, y en su delirio Ada comete su acto suicida antes de que se revelara su inocencia. La película incluso añade animosidad hacia Angelini por parte de la tía Vee, que claramente lo culpa por la muerte de su hijo, Russell.

- El libro contiene un relato dentro del marco de un Niles más adulto en un asilo. La película, sin embargo, termina con el perturbado Niles bajo ninguna sospecha y así es liberado para causar más tragedias.

- El libro también se diferencia en que establece claramente que Niles ha estado fingiendo ser Holland desde la muerte de éste en el pozo.

## Recepción y críticas
Si bien la película tuvo un estreno aceptable por la crítica y el público, se emitió regularmente en televisión en los años 70´s.
Roger Ebert fue uno de los admiradores de la película, elogiando el trabajo de Chris Udvarnoky, luego de su muerte el 25 de octubre de 2010.
Tom Tryon, sin embargo, estaba decepcionado con la película pese a haber escrito el guion. Cuando se le preguntó acerca de la película en una entrevista de 1977, Tryon, recordó, "Oh, no, eso me rompió el corazón, estaba muy triste ... Ese cuadro fue arruinado en el corte y la fundición Los chicos eran buenos,.... Uta era buena, las otras partes, creo, fueron arrojados descuidadamente en algunos casos - no todos, pero en algunos casos y, sabe Dios, que fue cortada mal y dirigida defectuosamente. Tal vez fue el guion podrido, no lo sé. Pero yo creo que fue un buen guion".
En la argentina, Miguel Ángel Palomo, del diario El País hizo su crítica: "La aproximación más perversa de la historia del cine al universo de la infancia (...) adapta una magnífica novela del actor y escritor Tom Tryon y logra uno de los filmes más alucinados que se hayan rodado jamás. (...) La cámara de Mulligan exprime los rostros de ambos pequeños para adentrarse en un mundo escalofriante, en el que lo fantástico tiene tanta vida como lo real, y donde la infancia no es más que otra pesadilla."